# Ciutadella de Bam
La ciutadella de Bam (persa: ارگ بم, arg-é Bam) ha estat, fins al 2003, la construcció de tova més gran del món, situada a Bam, una ciutat de la província de Kerman al sud-est de l'Iran. La construcció sencera era una gran fortalesa amb la ciutadella al bell mig i, per la impressionant visió de la ciutadella situada al punt més alt, tota la fortalesa es coneix amb el nom de ciutadella de Bam.
La gran ciutadella, situada a la ruta de la seda, va ser construïda abans de l'any 500 aC i va continuar sent habitada fins al 1850. La ciutat va ser abandonada després de la invasió afganesa el 1722. Després de ser repoblada, va ser abandonada després de l'atac de Siraz el 1762. Des d'aleshores, tota la ciutat va ser convertida en caserna militar fins al 1850. No se sap amb certesa la raó per la qual va ser abandonada. La ciutat va progressar lentament com a centre agrícola i després industrial, fins al catastròfic terratrèmol del 2003.
Té el reconeixement de la UNESCO com a Patrimoni de la Humanitat sota el capítol de "Bam i el seu paisatge cultural". Aquesta enorme ciutadella situada en la ruta de la Seda va adquirir importància des dels segles VII a l'XI, com a cruïlla de camins al llarg de la Ruta de la Seda i altres rutes comercials importants, i com a productora de peces de vestir de seda i cotó.
El 26 de desembre de 2003, un terratrèmol va destruir tota la ciutadella, i bona part de Bam i el seu entorn. Pocs dies després del terratrèmol, l'aleshores president de l'Iran Muhammad Khatami va anunciar que es reconstruiria la ciutadella.

## Història
No hi ha una datació arqueològica precisa dels edificis de la Ciutadella de Bam. No obstant això, a través de fonts històriques i textos antics, el primer assentament humà a la zona es pot remuntar a la fortalesa construïda per l'imperi Aquemènida, al voltant de 579-323 aC. Algunes de les característiques de la ciutadella, com el seu establiment en una plataforma que combina un cim natural i una terrassa feta per l'home, han estat comparades pels arqueòlegs amb el model aquemènida de Persèpolis.
Durant el domini de l'Imperi Part, la fortalesa es va ampliar i es va convertir en Arg-e-Bam, la Ciutadella de Bam. Un estudi comparatiu, titulat "Bam i una breu història de l'assentament i la planificació urbana a l'Iran", va concloure que el nucli essencial de la ciutat de Bam i la secció del governador es van construir durant l'època parteix. Sota l'imperi sassànida, el castell va ser pres per Artaxerxes I. Es van construir noves fortificacions i muralles entre el 224 i el 637 dC.
L'any 645, la regió de Kerman va ser conquerida pels àrabs i Arg-e-Bam probablement va patir danys durant la guerra. Un dels comandants àrabs va establir la mesquita d'Al-Rasoul, una de les primeres mesquites construïdes a l'Iran a principis de l'era islàmica. L'any 656 dC, els Khawarij, un grup de musulmans derrotats per Ali, van escapar a Kerman i Bam, on es van establir a Arg-e-Bam. L'any 869 dC, Ya'qub ibn al-Layth al-Saffar, que lluitava contra els abbàssides, va derrotar els kharigites i es va apoderar d'Arg-e-Bam. Es va convertir llavors en el seu campament base permanent. El nom de Bam és esmentat per primera vegada pels escriptors islàmics al segle x. Segons aquests autors, Bam era aleshores un mercat ben establert i envoltat d'una àmplia zona agrícola. La ciutat era famosa pels seus elegants i gustosos teixits de cotó, la suposada fortalesa inexpugnable, els concorreguts basars i les palmeres.
Després de la invasió mongola de l'Iran, Bam i la regió de Kerman van ser lliurades a la dinastia Qarakhataian, que va governar la regió des de 1240 fins a 1363 dC. Bam gaudia d'una ubicació estratègica a la ruta de les espècies, que connectava la regió amb la Ruta de la Seda. La ciutat era famosa per la cria de cucs de seda i una florent indústria de la seda.
Durant la Dinastia safàvida, del 1502 al 1722, l'Iran va travessar un període de relativa calma i estabilitat. Arg-e-Bam es va desenvolupar considerablement, igual que la resta del país. Durant aquest període es va construir el Palau de les Quatre Estacions. Cap al final del domini safàvida, Arg-e-Bam va ser conquerida pel fundador de la Dinastia Qajar, Agha Mohammad Khan, que va utilitzar la ciutadella com a punt estratègic per rebutjar les incursions dels afganesos i els balutxis i la va convertir així en un complex militar. El 1839, Aga Khan I, Imant de la secta Nizari Ismaili, es va revoltar contra Mohammad Shah Qajar i es va refugiar a Arg-e-Bam, fins que Príncep Firooz Mirza, que més tard seria conegut com Farman Farma (el Governant dels Governants ), ho va arrestar. La creixent presència militar dins de les muralles d'Arg-e-Bam va fer que la gent s'assentés gradualment fora dels límits de les muralles. El 1880, Firooz Mirza va escriure que a la zona de la ciutadella només residia personal militar i va suggerir que es demolís l'antiga i abandonada ciutat assentada als peus de la ciutadella i es convertís la zona en un jardí. El 1900 va començar la construcció de la nova ciutat de Bam i la gent va anar abandonant progressivament l'antiga Bam.
La ciutadella es va utilitzar com a guarnició fins a 1932; no obstant això, des de llavors, la guarnició i l'antiga ciutat han estat abandonades. El 1953, el lloc va ser reconegut com un lloc històric d'importància nacional, i es va iniciar un procés gradual de conservació i restauració; no obstant això, la major part del treball es va dur a terme a partir de 1973.
Després de la Revolució Islàmica, Arg-e-Bam va passar a ser responsabilitat de l'Organització del Patrimoni Cultural de l'Iran (ICHO). El 1993, la ciutadella va ser designada com un dels projectes més significatius de l'Organització del Patrimoni Cultural.

## Dimensions
La ciutadella de Bam és més gran que el castell de Rayen, situat molt a la vora, i cobreix una superfície aproximada de 180.000 metres quadrats. Està envoltada per muralles gegants d'entre 6 i 7 metres d'alçada i 1.815 metres de longitud. La ciutadella conté dues de les «torres de guaita» per les quals Bam és coneguda —d'entre les 67 torres que hi ha escampades per l'antiga ciutat de Bam.

## Disseny de la ciutadella i concepte arquitectònic

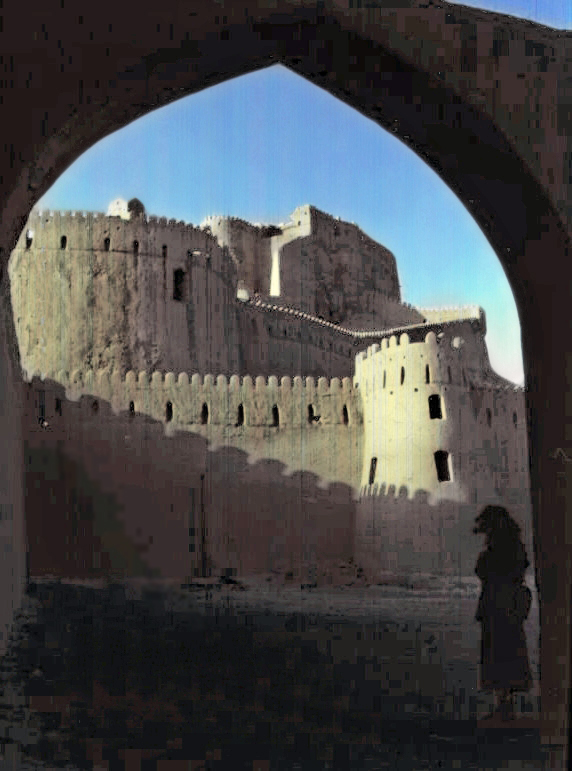
Vista de la ciutadella de Bam l'any 1992

La ciutadella té un concepte arquitectònic -i està projectada- des de diversos punts de vista de manera enginyosa. De la forma actual de la ciutadella, es pot copsar que el(s) arquitecte(s) havien previst el resultat complet de tota la ciutat des dels inicis del procés projectual. Durant cada fase del desenvolupament constructiu, la part acabada de construir anava encaixant perfectament en el conjunt a mesura que es completava.
La ciutadella està situada al centre de la ciutat fortalesa i al punt més elevat, des d'on aprofita la magnífica visió de l'entorn en favor de la seguretat.
En la forma arquitectònica de la ciutadella de Bam es poden distingir clarament dues parts:
- La zona dels governants -a la muralla més interior- amb la ciutadella, les casernes, el molí, cases orientades estacionalment, una font d'aigua (excavada a la roca a 40 metres de profunditat) i un estable per a 200 cavalls.
- La zona dels governats -al voltant de la zona dels governants- consistent en l'entrada principal de la ciutat -fortalesa, el basar situat a l'eix nord-sud (que connecta l'entrada principal a la ciutadella) i unes 400 cases amb els edificis públics corresponents (com una escola i un espai esportiu).

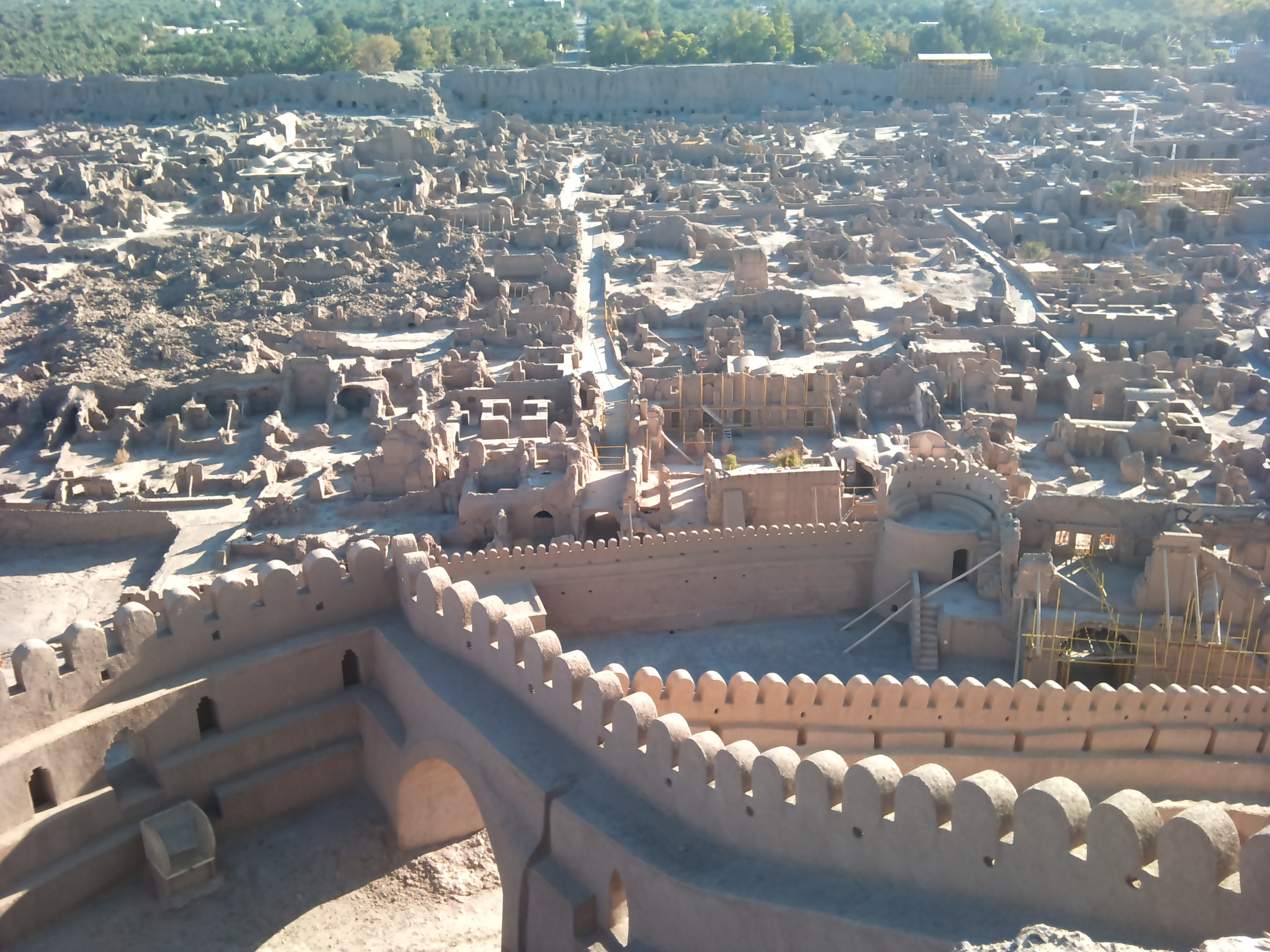

D'entre les cases es poden diferenciar tres tipologies:
- Cases petites amb 2-3 habitacions, ocupades per famílies pobres.
- Cases grans amb 3-4 habitacions, associades a la classe social mitjana, algunes de les quals tenen terrassa.
- Les cases més luxoses amb més habitacions i amb diverses orientacions per a adaptar la vida diària a les diferents estacions de l'any, amb un gran pati i un estable annex per als animals. Hi ha diverses d'aquestes construccions dins la fortalesa.

Tots els edificis estan construïts amb toves, és a dir, amb maons d'argila assecada. La ciutadella  fou probablement l'estructura més gran de tova en el món abans del terratrèmol de l'any 2003.

## Seguretat

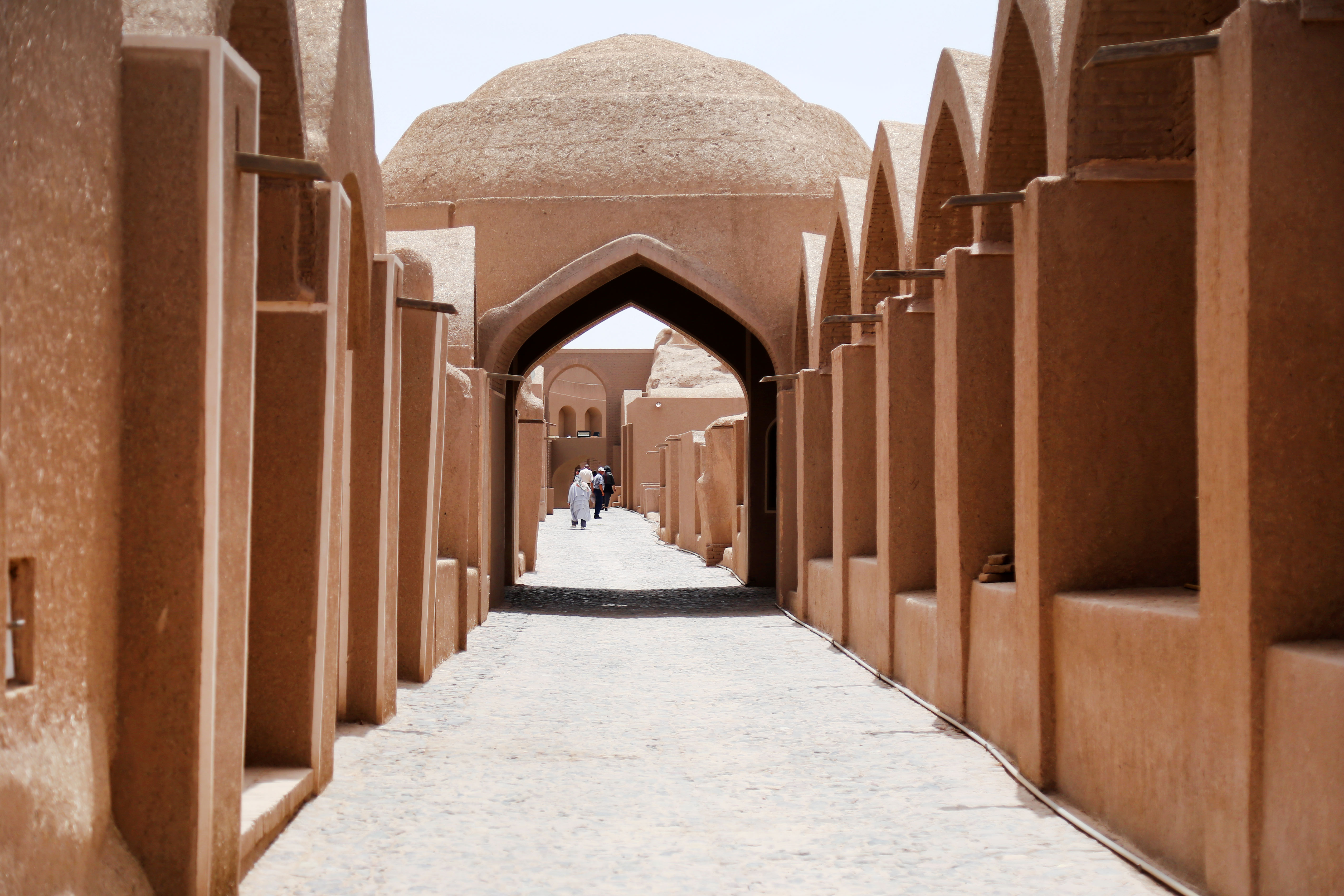

Quan la porta de la ciutat era tancada, cap persona o animal hi podia entrar. Els habitants hi podien continuar vivint durant un llarg període, ja que tenien accés a una font d'aigua, jardins, i animals domèstics al seu interior. Quan la ciutat fortalesa patia setges, els habitants podien quedar-se a la ciutat mentre els soldats la defensaven, protegits per les grans muralles i torres.

## Aire condicionat

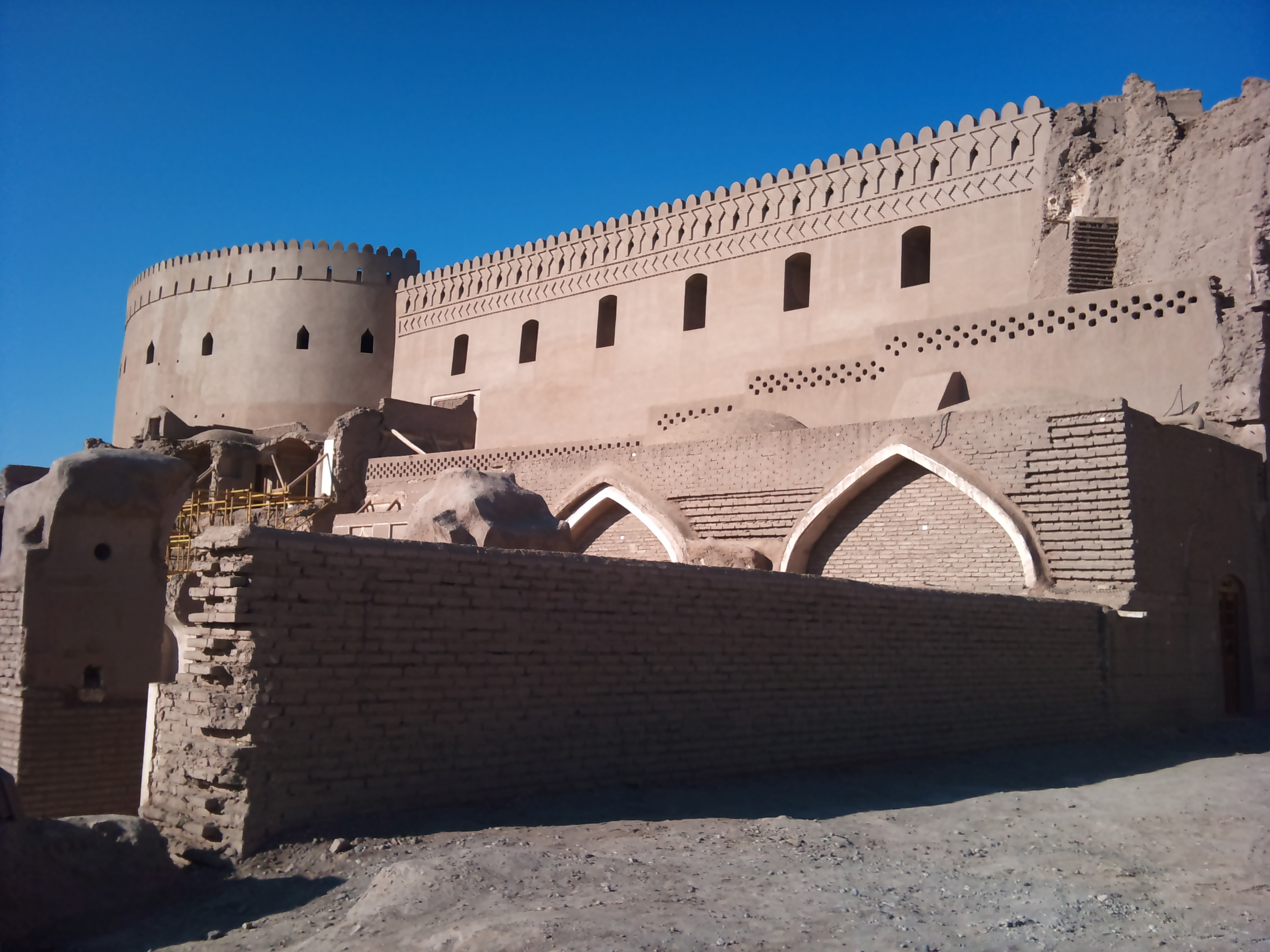

A més de les torres de guaita i la silueta de les muralles de la fortalesa, destaquen els captadors d'aire o torres de vent (en persa: badgir بادگير). Són estructures que sobresurten dels edificis per captar l'aire i dirigir-lo cap als edificis. En alguns casos l'aire passa per sobre d'una bassa d'aigua de l'edifici que fa que es refredi i es netegi de la pols. Es fan servir diversos tipus de torres de vent per als diferents edificis. Per exemple, hi ha torres de vent de 4 direccions per als edificis més importants i grans, que són capaces de captar l'aire de diferents direccions, i torres de vent d'una sola direcció per als edificis més petits.

## Terratrèmol de l'any 2003

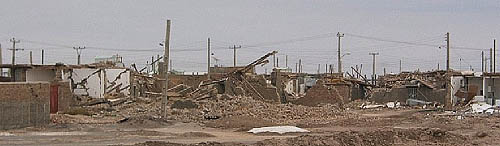
Bam després del terratrèmol.

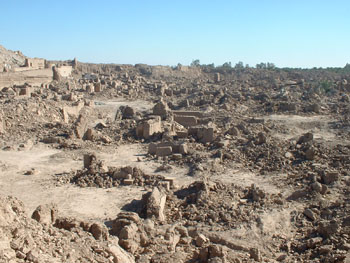
La ciutat de Bam després del sisme.

El terratrèmol del 26 de desembre del 2003 a Bam, fou de magnitud 6,3  a l'escala de Richter i va destruir més del 80 % de la ciutadella, a més de causar la mort d'unes 45000 persones  (30%-45% de la població de Bam). El fet que fos Patrimoni de la Humanitat va provocar que diversos països col·laboressin en la seva reconstrucció, com el Japó, Itàlia o França, que hi participaren des del primer moment. El Japó va donar 1.300.000 dòlars americans i ha donat suport al projecte enviant-hi maquinària i creant una planta 3D de la ciutadella de Bam per millorar la precisió de la reconstrucció. Itàlia ha donat 300.000 dòlars americans i ha enviat un equip d'experts per restaurar la torre principal de Bam. França ha col·laborat proporcionant el mapa de la ciutadella. El Banc Mundial també ha donat una gran quantitat de diners per a aquest projecte.

## Conseqüències del terratrèmol
La ciutadella, inclosa la residència del governador, la torre principal, la torre Chahar Fasl (Quatre Estacions) i el hammam, van quedar gairebé totalment destruïts, sobretot per la seva ubicació al cim del turó. El turó rocós va concentrar l'energia del terratrèmol. A més, aquests edificis es van esfondrar perquè els seus fonaments descansaven sobre un terreny no homogeni, fet de roques i farciment de terra. El farciment de terra va lliscar amb el moviment del sòl. La ciutat al peu del castell va quedar gairebé arrasada, especialment les parts que anteriorment havien estat restaurades. La majoria de les teulades voltades estaven esquerdades o greument danyades.
Abans del terratrèmol no s'havia dut a terme cap restauració al barri de Konariha. Ja estava greument arruïnat i només quedaven unes poques estructures, de voltes i cúpules erosionades. Paradoxalment, aquesta part de la ciutat va patir menys danys que la part que havia estat restaurada, tot i que les muralles de tot l'entorn es van esfondrar. Només es van esfondrar unes poques parets i algunes restes de teulades voltades que ja estaven trencades es van desplomar.
No s'havia dut a terme cap restauració ni al temple zoroastrià, just darrere d'Arg-e-Bam, ni a la ciutadella de Khale Dokhtar, a 2 km al nord d'Arg-e-Bam. Abans del terratrèmol, ja estaven greument arruïnats i el terratrèmol no els va danyar tant com a la ciutat restaurada d'Arg-e-Bam. La ciutadella de Khale Dokhtar no tenia moltes teulades voltades abans del terratrèmol. El dany principal va ser una torre i algunes restes addicionals de voltes i cúpules que es van esfondrar anteriorment. La ciutadella de Khale Dokhtar es remunta al període sassànida i es creu que és més antiga que Arg-e-Bam
A tres quilòmetres a l'est d'Arg-e-Bam es troben el Pavelló d'Estiu, Kushk Rahim Abad i un antic caravanserrall. Ambdós no van patir més danys pel terratrèmol. El pavelló d'estiu ja estava molt deteriorat abans del terratrèmol. L'antic caravanserrall havia estat abandonat feia molt de temps i algunes de les seves parts s'havien esfondrat anteriorment. De fet, el terratrèmol va danyar molt poc aquest caravanserrall, en comparació amb la situació mitjana a Arg-e-Bam, Bam i els pobles més a l'est. La raó sembla que estava ben construït i amb bons detalls, en comparació amb la qualitat mitjana de la construcció de la zona.

## A la cultura popular
La ciutadella de Bam va ser utilitzada com a localització del film del 1976, dirigit per Valerio Zurlini, Il deserto dei Tartari, basat en la novel·la homònima de Dino Buzzati. A la ciutadella en particular es va ambientar la hipotètica Fortalesa Bastiani, que limita amb l'hipotètic enemic que habita els països del Nord.

## Galeria

Arg-e Bam al període 2013-2016
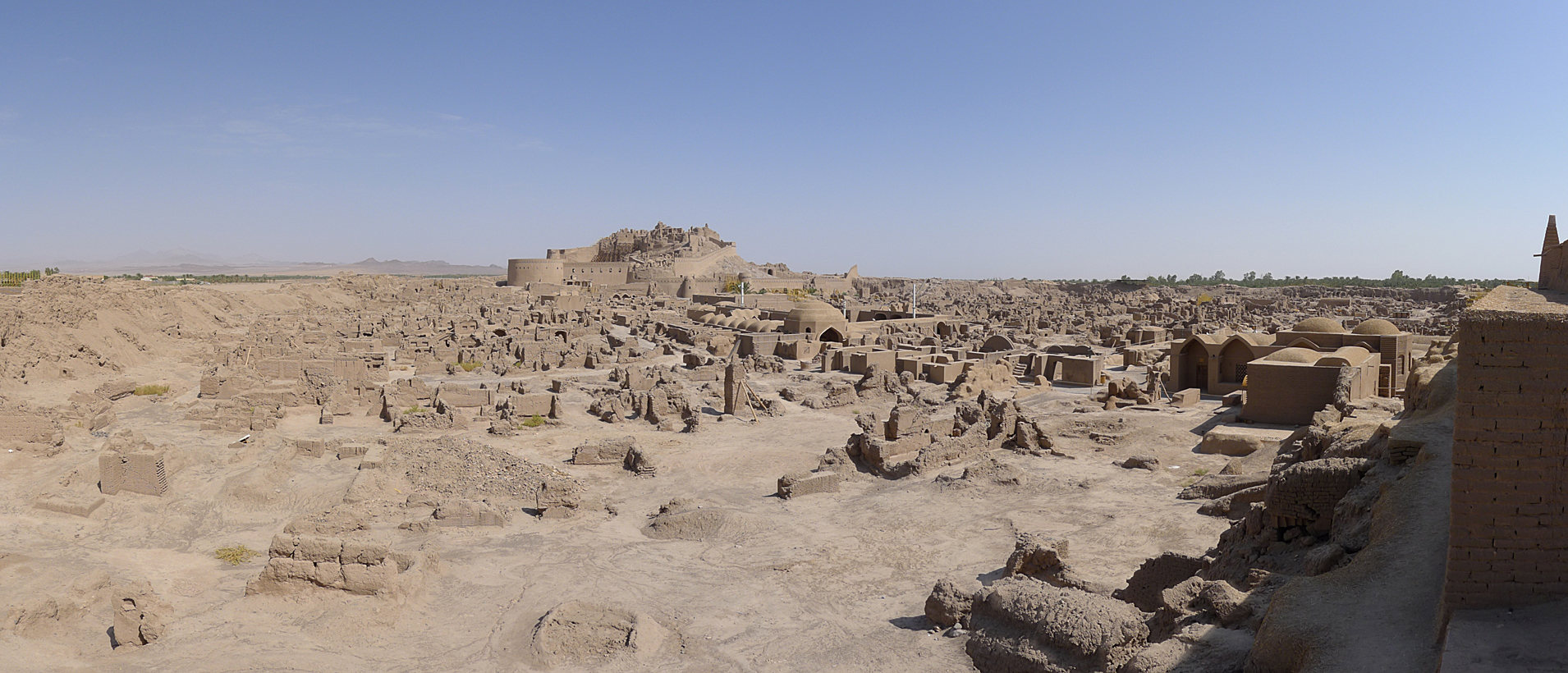
Octubre de 2013.
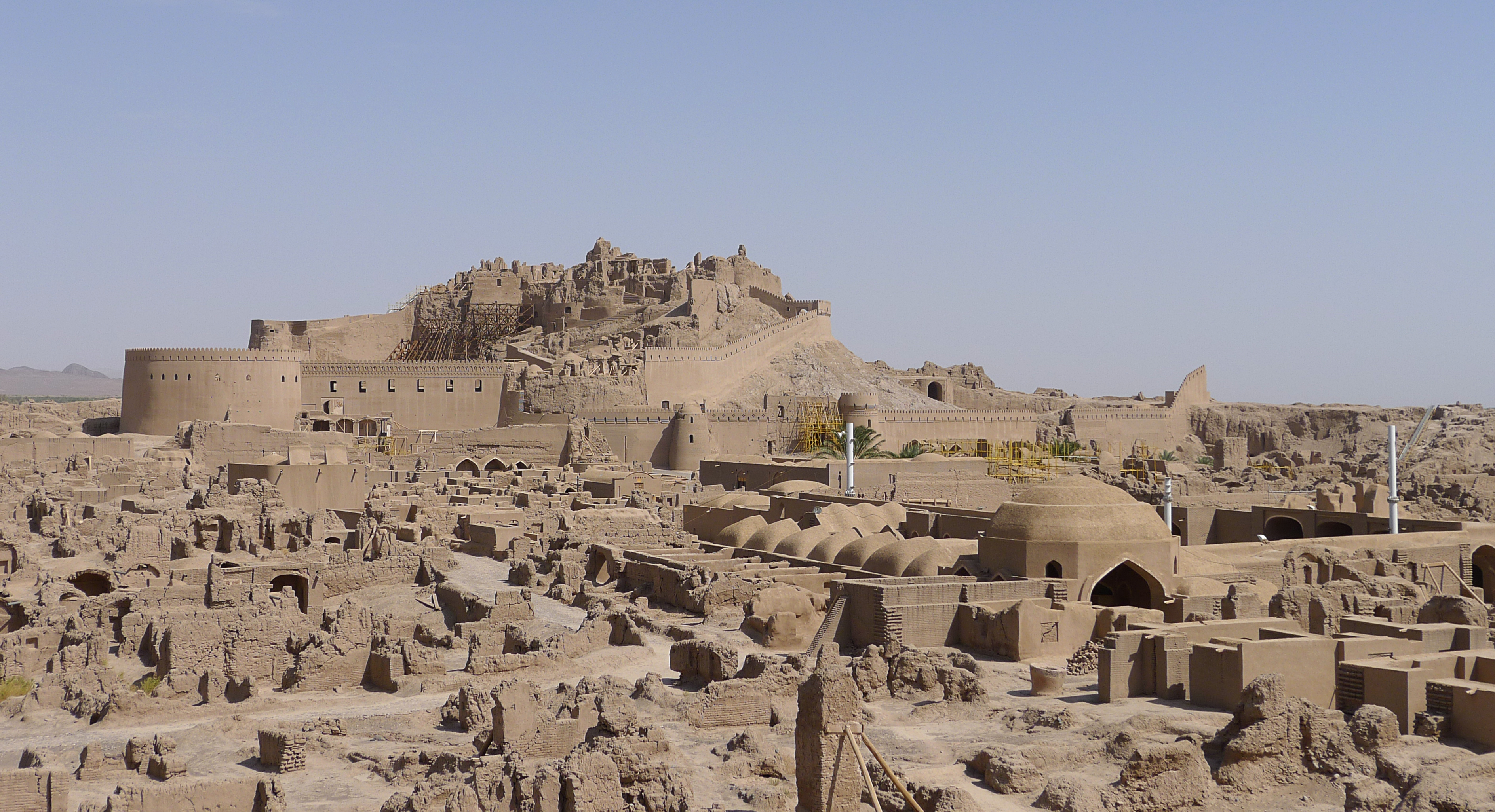
Octubre  de 2013.
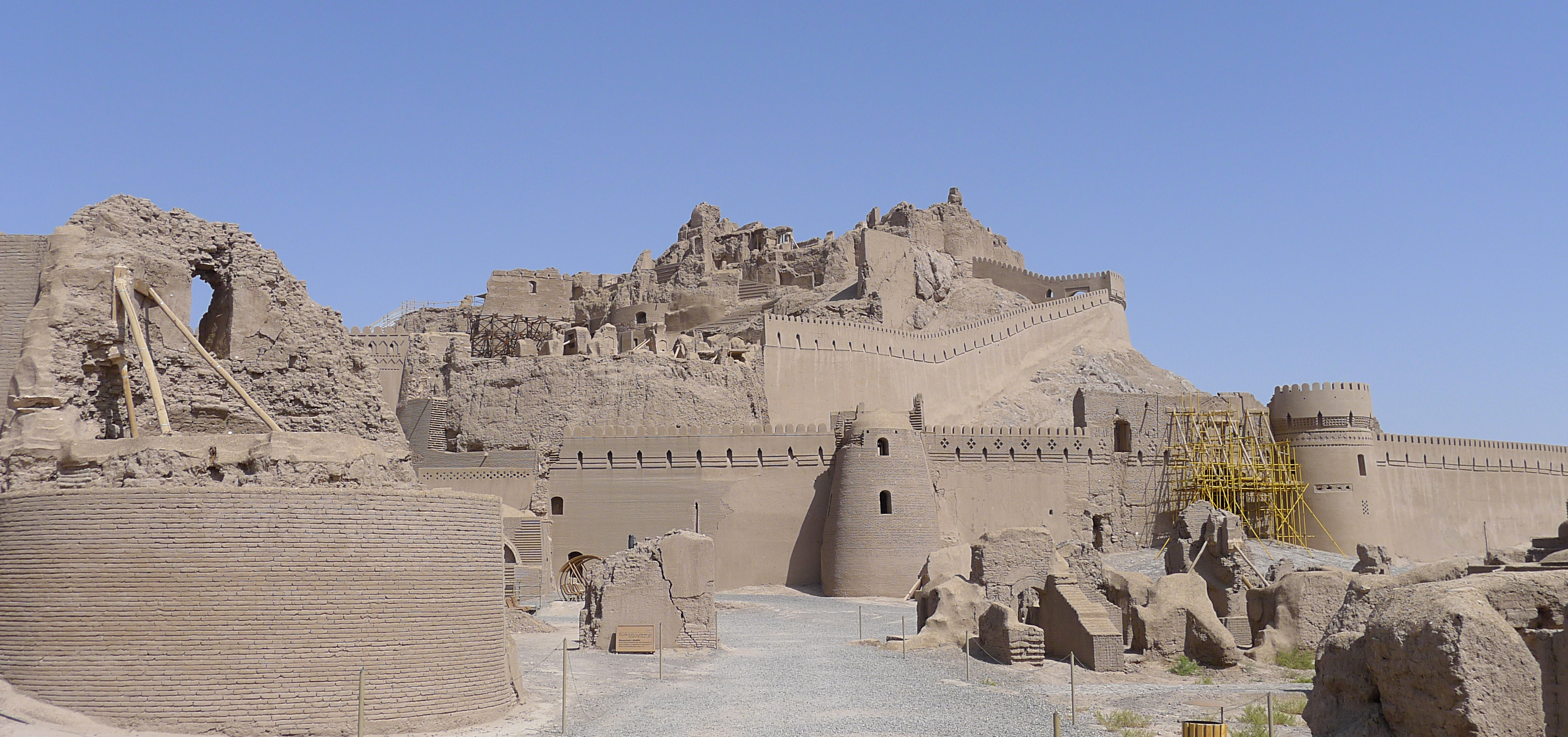
Octobre  de 2013.
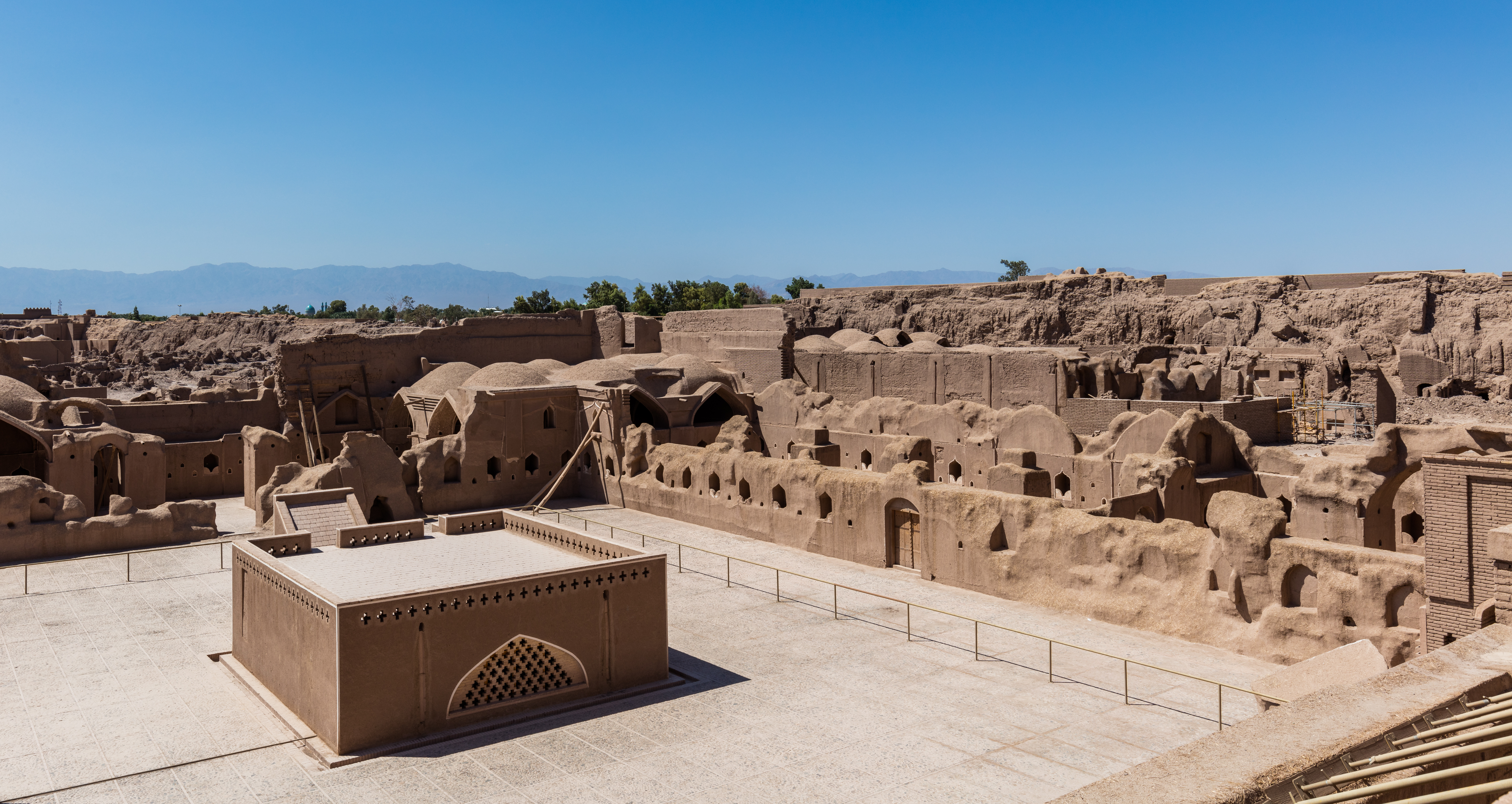
Setembre  del 2013.
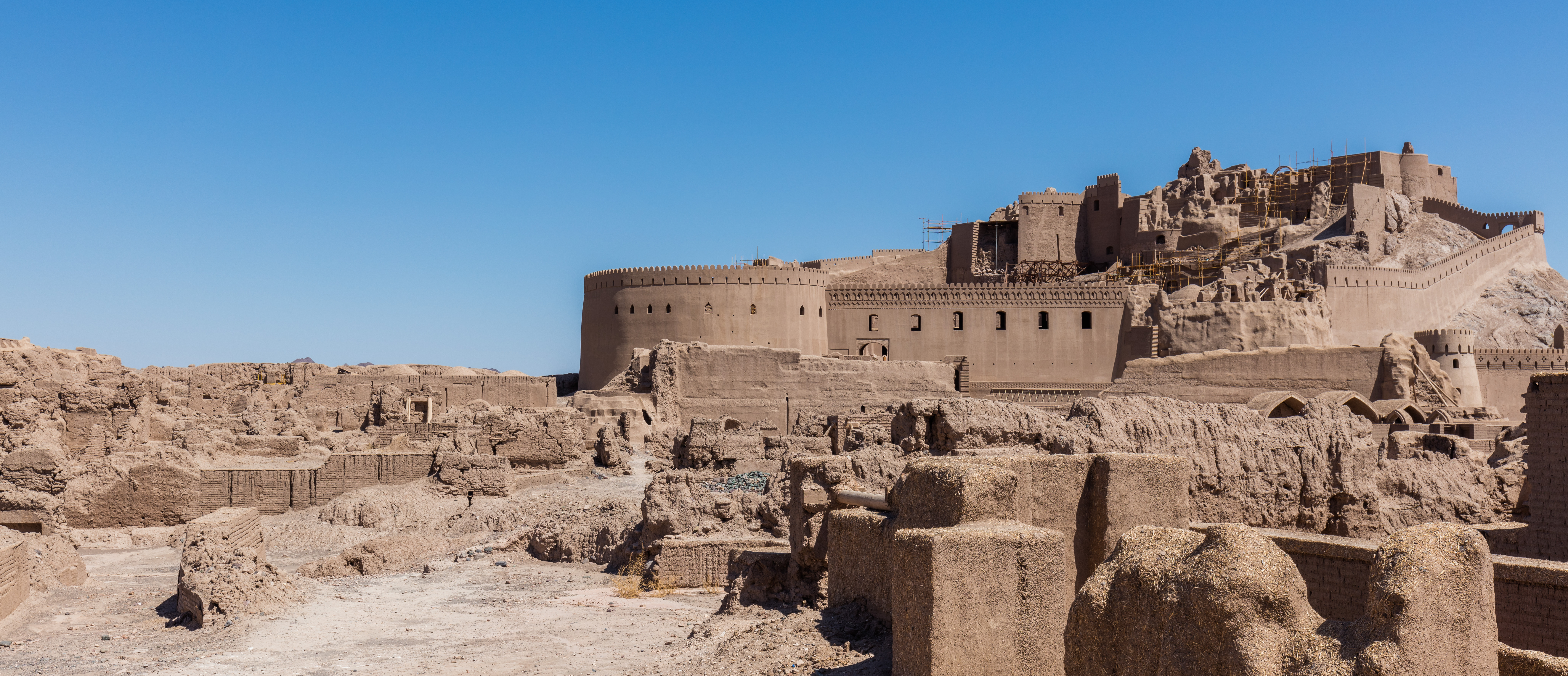
Setembre  del 2013.

Arg-e Bam l'any 2022
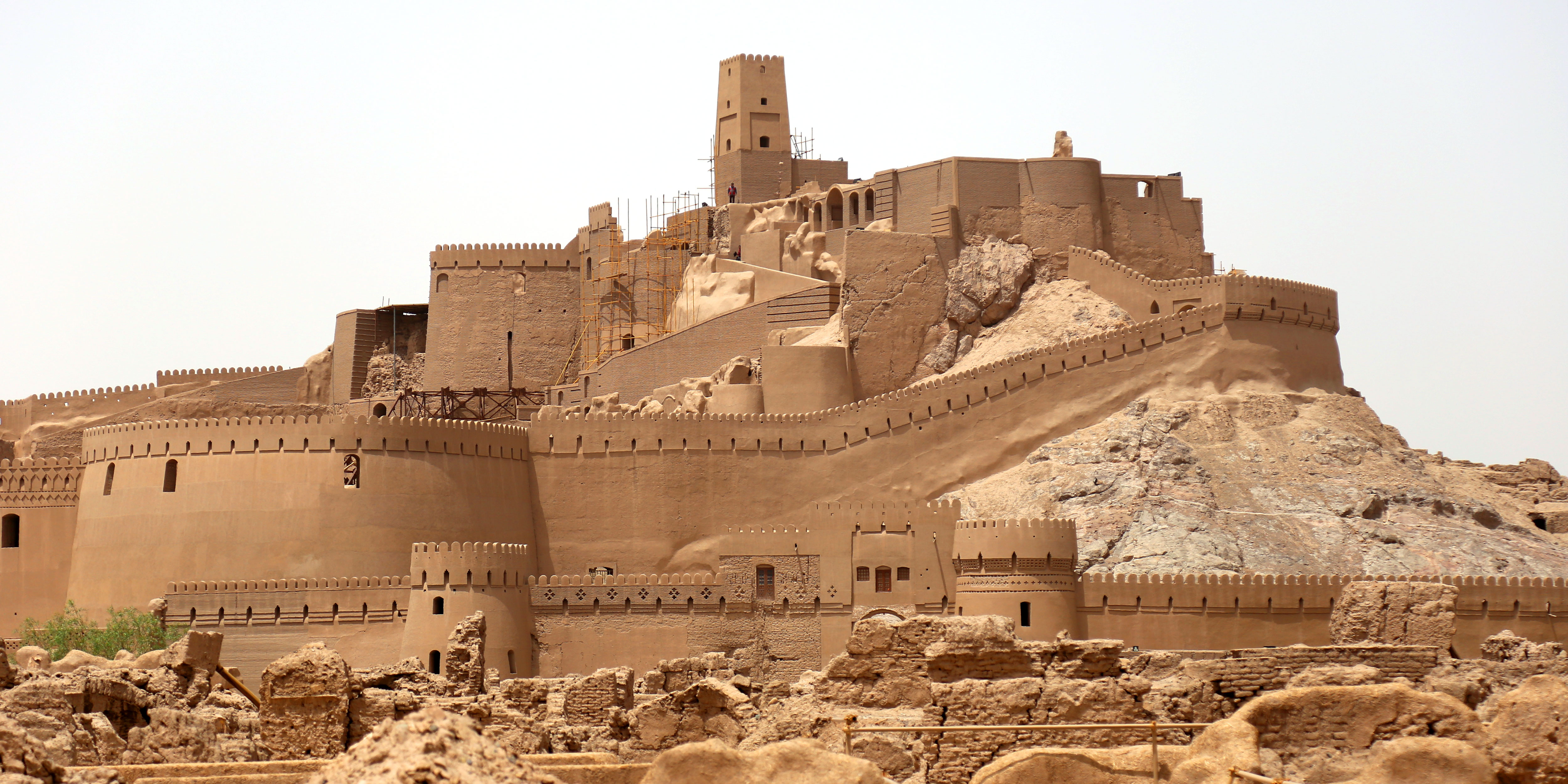
Arg-e Bam, Kermán, Irán
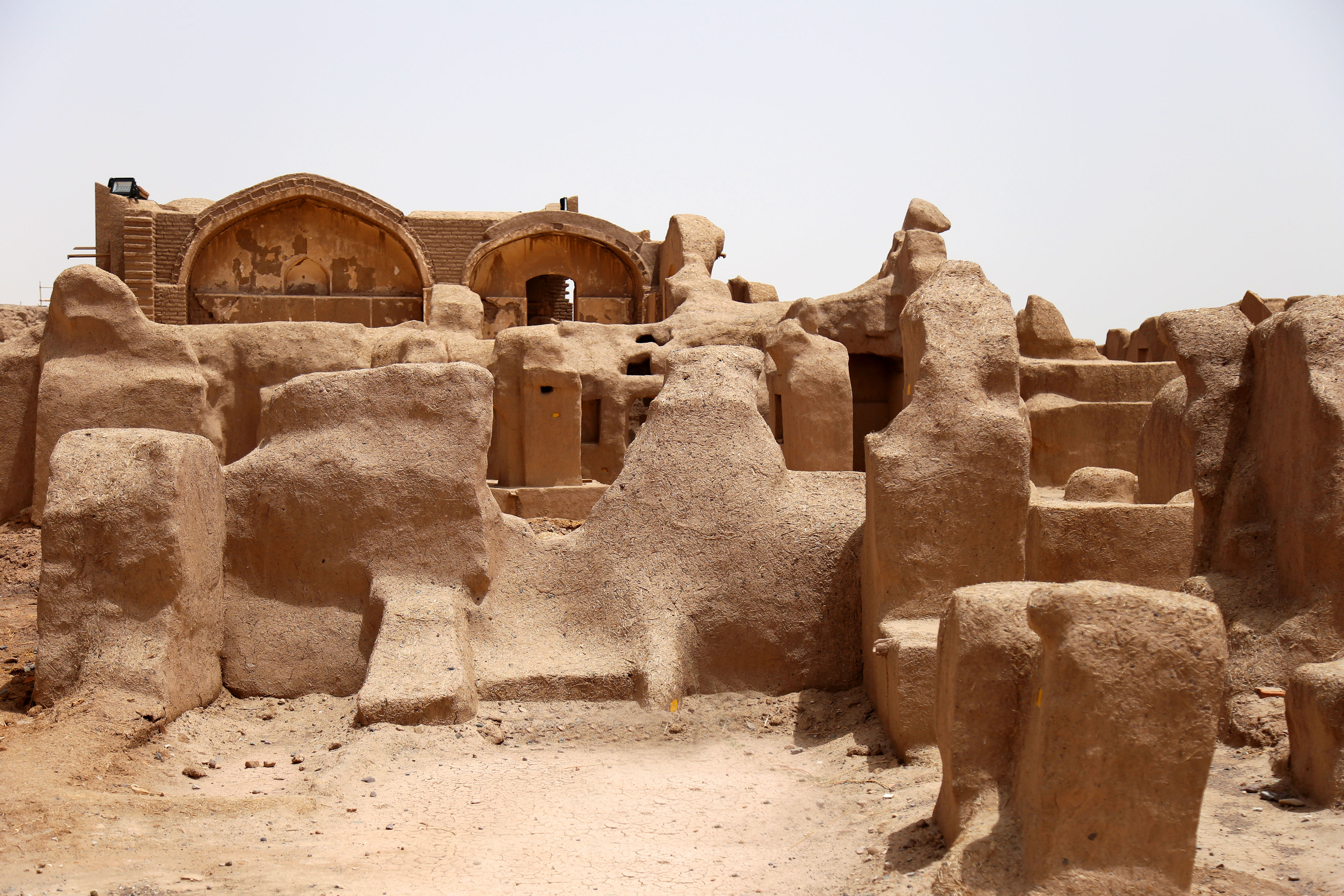
Arg-e Bam, Kermán, Irán
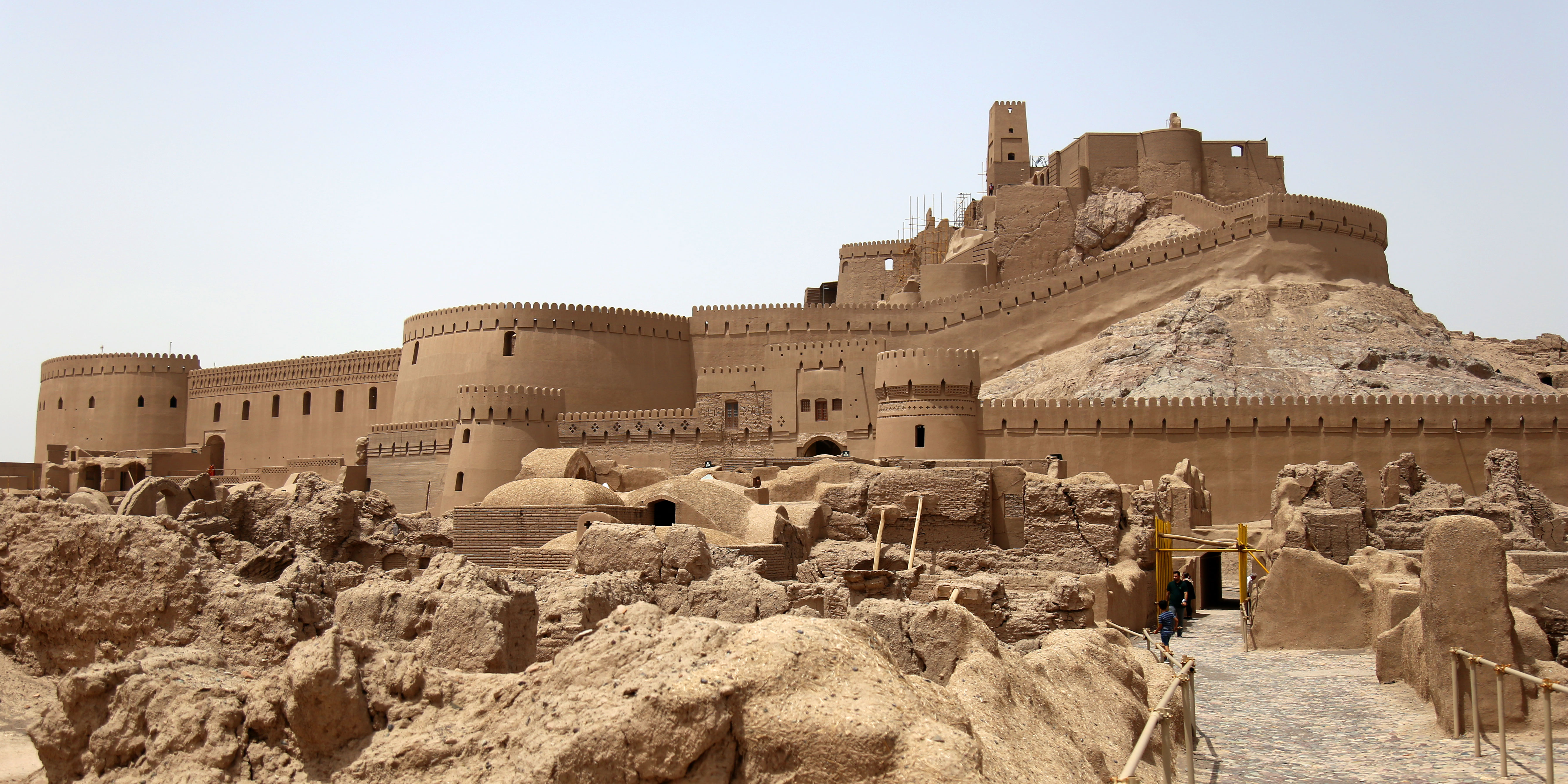
Arg-e Bam, Kermán, Irán
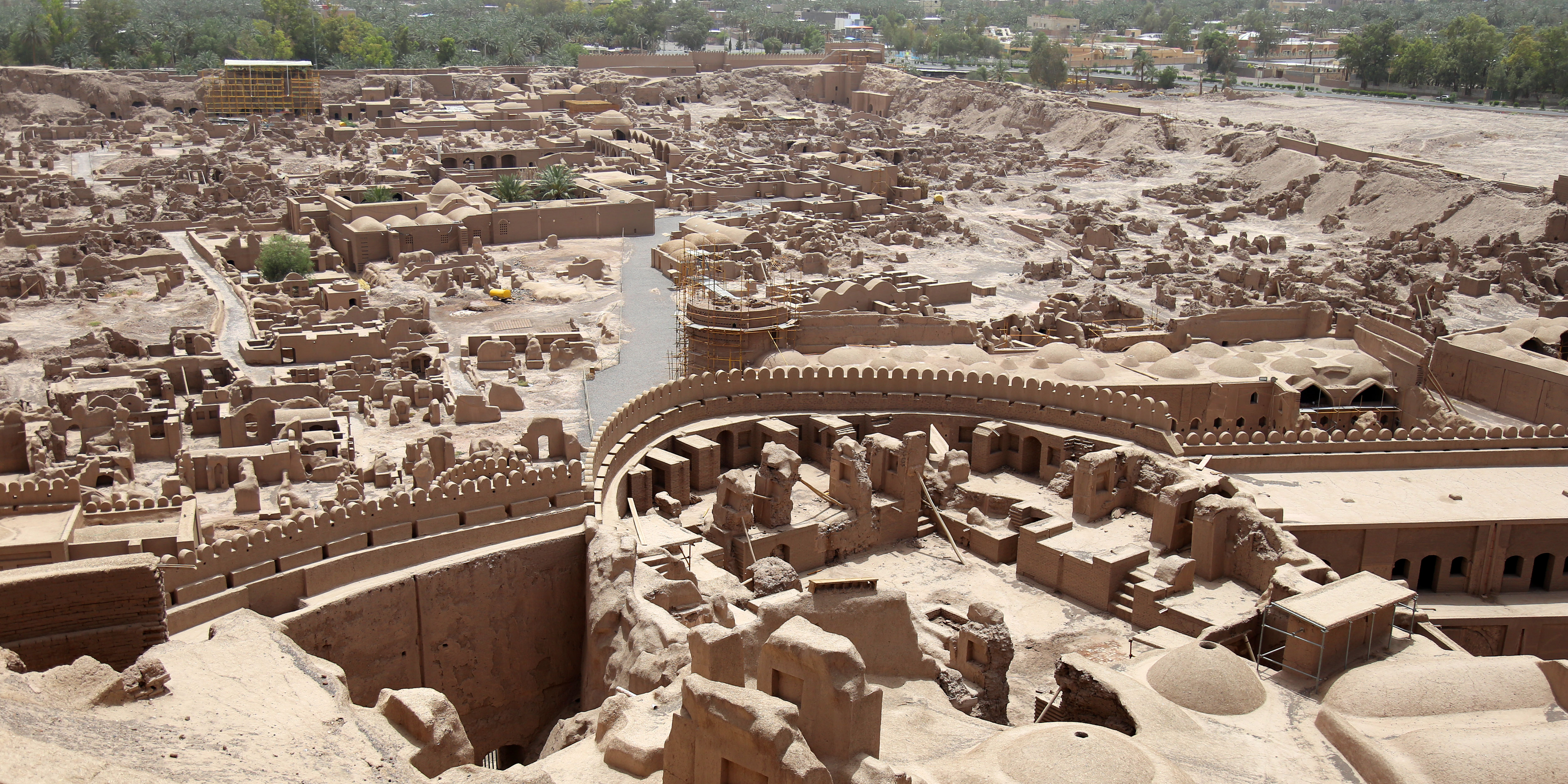
Arg-e Bam, Kermán, Irán
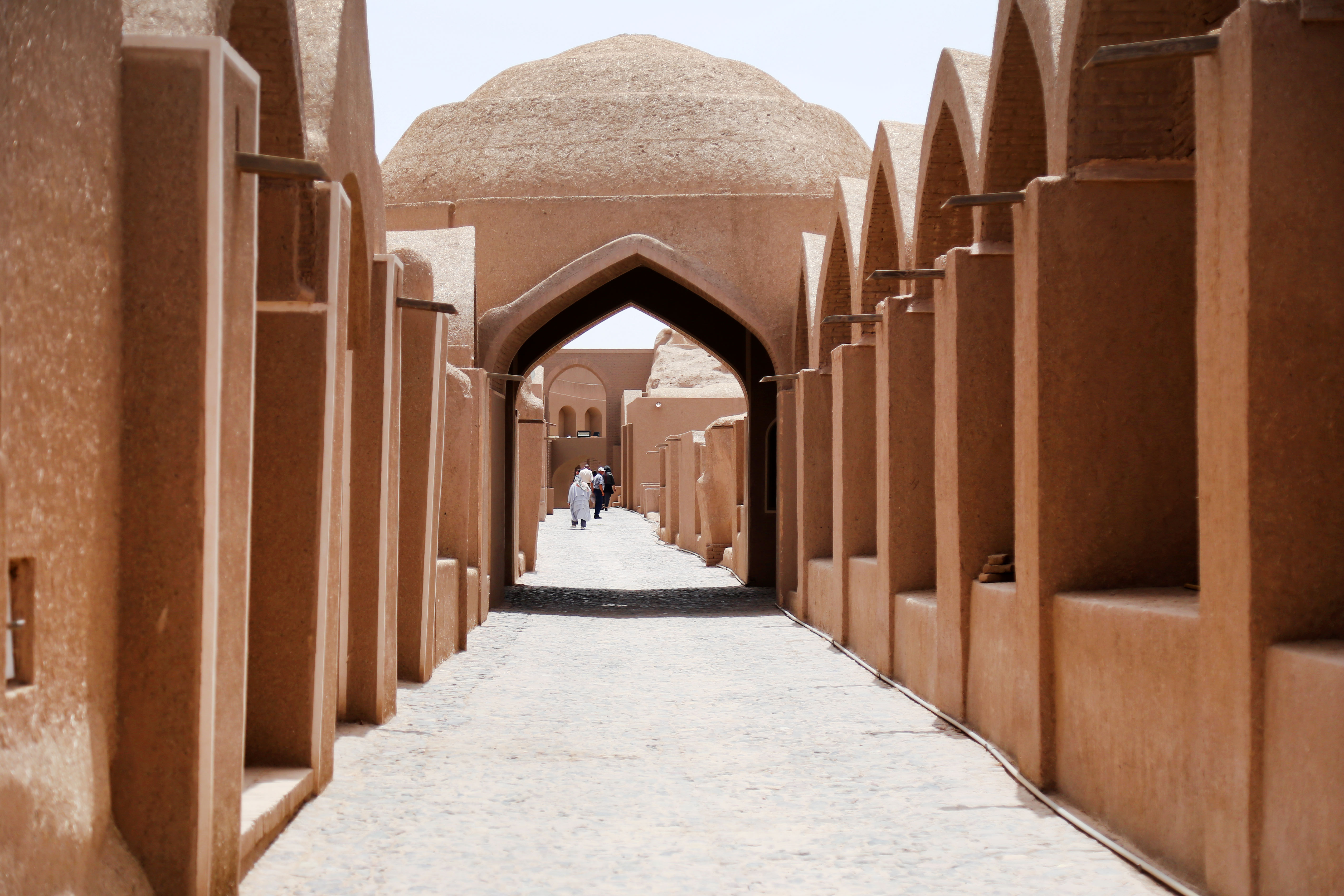
Arg-e Bam, Kermán, Irán